# This Is the Year
This Is the Year è un film del 2020 diretto da David Henrie.

## Trama
Come ultimo tentativo di conquistare la ragazza dei suoi sogni, il liceale Josh parte per un viaggio per andare a vedere il loro gruppo preferito, che si esibisce in un importante festival.

## Distribuzione
Il film è stato distribuito sulla piattaforma Amazon Prime Video a partire dal 15 dicembre 2022.